# Tuchyňa
Tuchyňa (in ungherese Tohány) è un comune della Slovacchia facente parte del distretto di Ilava, nella regione di Trenčín.